# Star Wars Rebels
Star Wars Rebels è una serie animata statunitense realizzata in computer grafica, prodotta dalla Lucasfilm Animation. Ambientata cinque anni prima del film Guerre stellari e quattordici anni dopo La vendetta dei Sith, la serie si svolge durante un periodo in cui il tirannico Impero Galattico domina nella galassia e dà la caccia agli ultimi Cavalieri Jedi, mentre una nascente Ribellione contro l'Impero sta prendendo forma. Lo stile visivo di Rebels è ispirato al concept art della trilogia originale a opera di Ralph McQuarrie.
I produttori esecutivi designati sono Dave Filoni, Simon Kinberg e Greg Weisman. Kinberg ha dichiarato che la prima stagione sarebbe stata composta da 15 episodi e che la serie avrebbe compreso nuovi personaggi insieme ad alcuni della trilogia originale. Weisman ha poi lasciato la serie dopo la produzione della prima stagione. Filoni è stato anche il supervisore alle prime due stagioni, ruolo che ha ceduto dopo avere accettato la direzione della Lucasfilm Animation; a prendere il suo posto è stato Justin Ridge.
Il 3 ottobre 2014 è andato in onda in mondovisione su Disney Channel il film pilota Scintilla di ribellione; il resto della stagione è andato in onda negli Stati Uniti dal 13 ottobre su Disney XD, ogni lunedì sera, mentre in Italia viene trasmessa sulla versione nazionale della rete dal 3 novembre. La seconda stagione è stata presentata il 20 giugno 2015 con un film per la televisione di un'ora, L'assedio di Lothal. Il 30 novembre 2015 è stata annunciata una terza stagione, la cui messa in onda è avvenuta nel 2016. Il 15 aprile 2017, durante la Star Wars Celebration, è stato annunciato il rinnovo per una quarta e ultima stagione, andata in onda tra il 2017 e il 2018.

## Trama

### Prima stagione
La prima stagione, ambientata quattordici anni dopo gli eventi de La vendetta dei Sith e dopo la fondazione del malvagio Impero Galattico, vede un gruppo eterogeneo di ribelli intenti a sabotare il tirannico regime e l'occupazione di Lothal, gettando le fondamenta della futura Alleanza Ribelle. Il gruppo è composto da Ezra Bridger, un ragazzo quattordicenne di Lothal sensibile alla Forza, Kanan Jarrus, ex padawan Jedi e leader del gruppo, Sabine Wren, una mandaloriana esperta in esplosivi, Hera Syndulla, pilota dell'astronave cargo detta Spettro, Garazeb "Zeb" Orrelios, un lasat arrabbiato con l'Impero per il genocidio della sua razza e C1-10P "Chopper" un droide astromeccanico vecchio modello. L'antagonista principale della prima stagione è il Grande Inquisitore, che dà la caccia ai protagonisti, ai Jedi e ai ribelli in generale. I protagonisti si scontrano anche con l'Agente Kallus, esponente dell'Impero che aveva sterminato i lasat. Con il passare del tempo i legami tra i componenti della cellula ribelle si consolidano e il gruppo diventa molto più affiatato.

### Seconda stagione
Nella seconda stagione fanno ritorno numerosi volti noti della saga: Dart Fener, chiamato dall'Imperatore a fermare i ribelli di Lothal dopo la morte del Grande Inquisitore, Ahsoka Tano, ex padawan Jedi di Anakin Skywalker che ha lasciato l'ordine durante le guerre dei cloni, il capitano Rex, uno dei pochi cloni ad avere disubbidito all'Ordine 66 rimuovendo il chip, Hondo Ohnaka, ex pirata negli anni delle guerre dei cloni e Maul, un tempo apprendista Sith di Palpatine e che ora cerca di fare di Ezra il suo allievo. In questa stagione l'equipaggio riesce a scappare da Lothal, ma da questo momento non hanno più a disposizione una base, fino a quando non ne trovano una sul pianeta Atollon. Intraprendono comunque missioni di supporto alla popolazione locale di alcuni pianeti e recuperano munizioni per la flotta ribelle. I protagonisti fanno la conoscenza di Ryder Azadi, vecchio amico dei genitori di Ezra, e devono affrontare il Quinto Fratello e la Settima Sorella, inquisitori incaricati da Fener di cacciare i Jedi rimasti. Nel finale di serie, su consiglio di Yoda, Ezra, Kanan ed Ahsoka si recano su Malachor per capire come sconfiggere i Sith. Sul pianeta Ezra incontra Maul, il quale convince il giovane a prendere un holocron Sith, situato in cima a un tempio. Qui vengono uccisi i due Inquisitori più un terzo, giunto sul pianeta per dare la caccia a Maul. Quest'ultimo acceca Kanan ma viene sconfitto e fugge via dal pianeta con un'astronave. Intanto Fener, arrivato su Malachor, finisce per scontrarsi con Ahsoka, la quale permette a Kanan ed Ezra di fuggire dal tempio prima che questo esploda.

### Terza stagione
Nella terza stagione i protagonisti, ormai stabiliti su Atollon, portano a termine delle missioni di reclutamento di ribelli e di recupero di armi. Entra in scena il grand'ammiraglio Thrawn che è determinato a scovare la base ribelle e la spia all'interno delle file imperiali che si fa chiamare Fulcrum. Si fa di nuovo vivo Maul che, aprendo gli holocron Jedi e Sith con l'aiuto di Ezra, cerca informazioni per vendicarsi di Obi-Wan Kenobi e dei signori dei Sith. Ezra, in seguito, prende a Maul la spada oscura che appartiene di diritto al guerriero più forte di Mandalore. Sabine è quindi costretta a fare i conti con il proprio passato e, una volta imparata a maneggiarla, ritorna da sua madre. Qui, dopo alcune incomprensioni iniziali, viene accolta e cerca di riunire sotto di se tutte le tribù mandaloriane per poi appoggiare la ribellione. Alla fine sia Maul che Thrawn raggiungono i propri obbiettivi: il primo trova Kenobi, ma dopo un breve scontro, muore ucciso dallo Jedi su Tatooine e Thrawn smaschera Fulcrum che si scopre essere il redento Agente Kallus e identificando le sue trasmissioni verso i ribelli localizza la loro base e l'attacca. Nella battaglia i ribelli subiscono numerosissime perdite, tra cui anche il Comandante Sato, ma i superstiti riescono a forzare il blocco imperiale grazie all'aiuto di Bendu, un essere indigeno sensibile alla Forza, che scaccia dal pianeta sia gli imperiali sia i ribelli, e alle navi di supporto inviate da Sabine.

### Quarta stagione
Nell'ultima stagione l'equipaggio dello Spettro si è stabilito su Yavin IV, sede della più grande cellula ribelle della galassia. I protagonisti dovranno vedersela nuovamente con Thrawn, il governatore Pryce di Lothal e Rukh, guerriero e assassino incaricato da Thrawn di cacciare i ribelli. Dopo che l'Impero è riuscito a sequestrare Hera Syndulla, Kanan Jarrus si lancerà al suo salvataggio ma si sacrificherà per permettere ai suoi amici di fuggire dopo l'esplosione di un reattore di una fabbrica di caccia TIE. Negli episodi conclusivi, Ezra, entrato nella dimensione spazio-tempo del mondo tra i mondi, riesce a salvare Ahsoka prima che questa venga uccisa da Fener nel tempio di Malachor. Negli ultimi episodi, i ribelli, grazie all'aiuto di numerosi alleati - tra cui Rex, Wolffe, Gregor e Ryder Azadi - cercano di liberare definitivamente Lothal dalla morsa dell'Impero. Ezra, salito su uno star destroyer per affrontare Thrawn, ottiene l'aiuto dei purrgil per sconfiggere la guarnigione imperiale, i quali però trascinano nell'iperspazio Ezra e il Grand'ammiraglio. Dopo la caduta dell'Impero nella battaglia di Endor, su Lothal e in tutta la galassia è tornata la pace, mentre Sabine e Ahsoka partono in missione per riportare Ezra a casa.

## Episodi
| Stagione         | Episodi | Prima TV  |
| ---------------- | ------- | --------- |
| Cortometraggi    | 4       | 2014      |
| Prima stagione   | 15      | 2014-2015 |
| Seconda stagione | 22      | 2015-2016 |
| Terza stagione   | 22      | 2016-2017 |
| Quarta stagione  | 16      | 2017-2018 |

## Personaggi e doppiatori
- Ezra Bridger (stagioni 1-4), voce originale di Taylor Gray, italiana di Alex Polidori.
- Kanan Jarrus (stagioni 1-4), voce originale di Freddie Prinze Jr., italiana di Andrea Lavagnino.
- Hera Syndulla (stagioni 1-4), voce originale di Vanessa Marshall, italiana di Stella Musy.
- Sabine Wren (stagioni 1-4), voce originale di Tiya Sircar, italiana di Letizia Scifoni.
- Garazeb "Zeb" Orrelios (stagioni 1-4), voce originale di Steven Blum, italiana di Paolo Marchese.
- Chopper (stagioni 1-4), voce originale di Dave Filoni
- Capitano Rex (stagioni 2-4), voce originale di Dee Bradley Baker, italiana di Alessandro Ballico.

## Produzione

### Concezione
(Simon Kinberg)

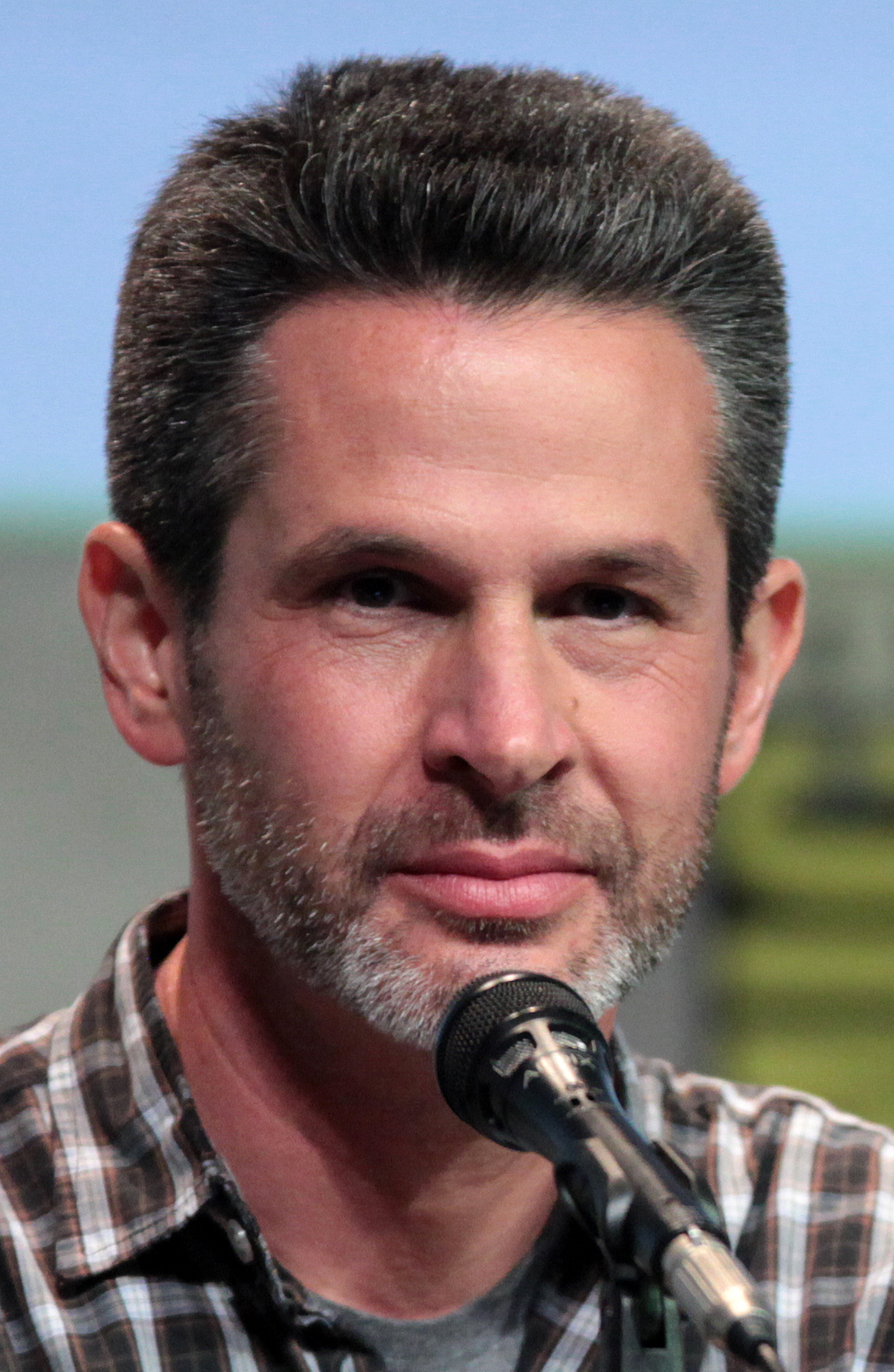
Simon Kinberg, uno dei creatori della serie.

Il 13 marzo 2013 Lucasfilm ha annunciato la produzione di una nuova serie per sostituire Star Wars: The Clone Wars, ed ha annunciato di stare "lavorando a una nuova serie di Star Wars che si svolge in un periodo mai trattato prima nei film o in televisione". Il 20 maggio 2013 vengono rivelati il titolo della serie, Star Wars Rebels, e la sua prima trasmissione, nell'autunno 2014. Con l'annuncio della serie, viene svelato che a lavorare alla serie saranno tre produttori esecutivi: Simon Kinberg, sceneggiatore e produttore di X-Men - L'inizio, Sherlock Holmes e Mr. & Mrs. Smith, Dave Filoni, che ha già lavorato come supervisore dell'animazione di Star Wars: The Clone Wars e Greg Weisman, creatore di Young Justice, The Spectacular Spider-Man e Gargoyles - Il risveglio degli eroi.
I progetti iniziali di Dave Filoni per Star Wars: The Clone Wars, come si vede in The Art of Star Wars: The Clone Wars, sono serviti come fonte d'ispirazione per la realizzazione di Rebels: Filoni immaginava una serie che vedesse come protagonisti una Padawan, un contrabbandiere e la sua ragazza, e un Gungan a bordo di una nave da contrabbando simile al Millennium Falcon, e coinvolgerli nel commercio del mercato nero, lo spionaggio in tempo di guerra, e altre storie che avrebbero dovuto svolgersi durante le guerre dei cloni.
Oltre a Filoni, il team di produzione di Rebels comprende diversi membri dell'equipaggio che fanno il loro ritorno dalla serie Star Wars: The Clone Wars: Athena Yvette Portillo come line producer, Kilian Plunkett come art director, Joel Aron come supervisore degli effetti CG, Keith Kellogg come supervisore dell'animazione e Steward Lee come regista degli episodi. Lee è affiancato in ruoli direttivi dal fratello Steven G. Lee, un veterano della LucasArts. Kevin Kiner, in precedenza compositore di Star Wars: The Clone Wars, è tornato a realizzare la colonna sonora per Rebels. Lucasfilm ha ingaggiato il produttore musicale Flux Pavillion per remixare il tema principale di Kiner per Rebels. Altri membri della troupe di The Clone Wars includono Amy Beth Christenson, Andre Kirk, Pat Presley e Chris Glenn nel team di concept art, diretto da Liz Cummings, e Paul Zinnes nel team di sviluppo. Pablo Hidalgo, membro del Lucasfilm Story Group, collabora con il team creativo come verificatore di fatti.

### Sviluppo
Rebels è stato influenzato dalle idee sviluppate da George Lucas per Star Wars: Underworld e gran parte dell'azione in Rebels è stata influenzata dal franchise di Indiana Jones. All'inizio dello sviluppo, la Disney voleva una serie più orientata alla commedia rispetto a quella che Lucasfilm era interessata a fare, costringendo Kathleen Kennedy e il team creativo di Rebels a modificare il loro progetto. A un certo punto, Filoni ha considerato di coinvolgere i piani della Morte Nera nello show, ma ha abbandonato l'idea dopo che Rogue One: A Star Wars Story ha iniziato lo sviluppo. In seguito, pianificò alcune apparizioni della Morte Nera e di Orson Krennic, ma decise che era meglio concentrarsi su cose che influenzano direttamente l'equipaggio dello Spettro.
A dicembre 2013 la squadra di produzione aveva terminato di sviluppare la prima stagione della serie e aveva iniziato a animare la prima sceneggiatura. A partire da gennaio 2014, gli script per la prima stagione erano completati a metà. La registrazione vocale era terminata per cinque episodi, con altri tre episodi sottoposti a storyboard, altri due in fase di animazione e il primo episodio in fase di illuminazione. Era in corso anche la progettazione del suono, con un tema in atto per la serie. Greg Weisman ha aderito al progetto come produttore esecutivo nel maggio 2013, anche se la serie era in fase di sviluppo molto prima di allora.
Il 17 gennaio il supervisore dell'animazione Keith Kellogg ha annunciato che il gruppo di produzione aveva completato l'animazione sul primo episodio della serie. Simon Kinberg ha scritto i primi due episodi della serie, che servono come un breve arco narrativo per presentare i personaggi principali dello show. A marzo 2014, l'intera prima stagione era stata mappata e, secondo Greg Weisman, la serie nel suo insieme è organizzata come un gioco in tre atti. La prima stagione funge da primo atto della serie generale, mentre il secondo e il terzo atto possono richiedere più di una stagione.
Nell'ottobre del 2014, giorno dell'annuncio della seconda stagione della serie, Greg Weisman dichiara di avere lasciato la produzione di Rebels. Oltre alle conferme dei produttori esecutivi Filoni e Kinberg, al cast della serie per la seconda stagione si aggiunge anche Henry Gilroy, noto per avere lavorato a The Clone Wars al fianco dello stesso Filoni.
Filoni è stato il supervisore delle prime due stagioni, fin quando ha lasciato l'incarico a Justin Ridge per prendere la direzione della Lucasfilm Animation.

### Design

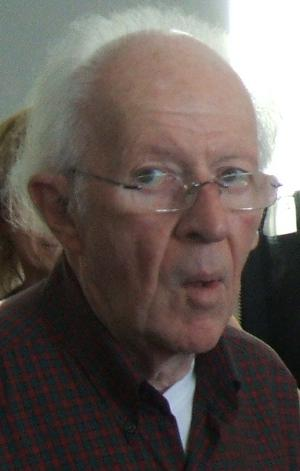
I concept art di Ralph McQuarrie per la trilogia originale, sono stati di grande ispirazione per la creazione della serie.

Il team creativo mirava a un'estetica generale simile alla trilogia originale. Per questo motivo, Joel Aron ha cercato di conferire all'immagine un aspetto "granuloso", Matthew Wood ha utilizzato molti degli effetti sonori della trilogia originale per la colonna sonora della serie, e la troupe ha animato le spade laser in modo tale da emulare il look di quelle viste nella trilogia originale.
Il veterano scultore di Lucasfilm Ltd., Darren Marshall, che ha lavorato a Star Wars: The Clone Wars prima della sua cancellazione, ha sviluppato delle sculture per i personaggi principali di Star Wars Rebels prima di lasciare Lucasfilm nel giugno 2013. Il team di sviluppo ha deciso di differenziare la serie da The Clone Wars basando gran parte del design sui progetti di Ralph McQuarrie, l'artista che ha sviluppato gran parte dei concept art della trilogia originale dei film.
Per aiutare ad animare lo spettacolo Lucasfilm ha sviluppato uno speciale strumento per Adobe Photoshop che emula lo stile artistico di Ralph McQuarrie; il personaggio di Zeb Orrelios si basa sul concept art originale di McQuarrie per il Wookiee Chewbecca, il droide Chopper sul primo look del suo omologo R2-D2 e tutte le spade laser sono ispirate a quelle dei primi bozzetti dell'artista. Il look della serie è ispirato anche al lavoro di Hayao Miyazaki, uno dei preferiti del presidente della Lucasfilm Kathleen Kennedy. Filoni ha chiesto al team di animazione di guardare il film Disney Rapunzel - L'intreccio della torre, per il quale le espressioni facciali 2D sono state create utilizzando l'animazione 3D.

### Casting
Tra i doppiatori dei protagonisti di Rebels figurano Taylor Gray nei panni di Ezra Bridger, Freddie Prinze Jr., che presta la voce a Kanan Jarrus, Vanessa Marshall, come doppiatrice di Hera Syndulla, Tiya Sircar, che fa da doppiatrice a Sabine Wren e Steve Blum, il quale presta la voce a Zeb Orellios.
Nonostante il cast dei doppiatori principali sia interamente nuovo rispetto a The Clone Wars, diversi sono stati gli attori di questa serie che sono tornati a dare la voce ai loro rispettivi personaggi. James Arnold Taylor è stato doppiatore del giovane Obi-Wan Kenobi nel primo episodio della serie; Ashley Eckstein ha ripreso il suo ruolo di Ahsoka Tano nella prima, seconda e quarta stagione; nel novembre 2014 Dee Bradley Baker si unisce al cast per doppiare il Capitano Rex, Wolffe e Gregor; Matt Lanter, doppiatore di Anakin Skywalker, ha rivestito i panni del Cavaliere Jedi nella seconda stagione; Sam Witwer torna a dare la voce all'ex Sith Maul nella seconda e terza stagione. Lo stesso Witwer, aveva doppiato Palpatine nell'episodio L'assedio di Lothal; Stephen Stanton doppia nuovamente il Grand Moff Tarkin; Phil LaMarr ritorna come doppiatore del senatore Bail Organa; Jim Cummings riprende il ruolo del pirata Hondo Ohnaka; Robin Atkin Downes torna a doppiare Cham Syndulla, mentre Katee Sackhoff ritorna a dare la sua voce a Bo-Katan Kryze nella quarta stagione.
Molti attori della saga cinematografica hanno ripreso il loro ruolo nella serie animata come doppiatori. Nella prima stagione Anthony Daniels è tornato a doppiare C-3PO per un singolo episodio; nella prima e seconda stagione James Earl Jones, storico doppiatore di Dart Fener, ha ripreso il suo ruolo; Billy Dee Williams presta la sua voce a Lando Calrissian, personaggio che ha interpretato nella trilogia originale e in L'ascesa di Skywalker; Frank Oz, interprete di Yoda nella saga, ha dato la voce al Maestro Jedi in due episodi. Genevieve O'Reilly doppia la senatrice Mon Mothma, riprendendo quindi il suo ruolo da Rogue One; l'attore Forest Whitaker doppia il ribelle Saw Gerrera nella terza e quarta stagione, dopo averlo interpretato nel film Rogue One; per due episodi della quarta stagione, Ian McDiarmid riprende il ruolo dell'Imperatore Palpatine dai film della saga nell'ultima stagione.

### Continuity
La serie fa parte del canone ufficiale annunciato dopo l'acquisizione della Lucasfilm da parte della Disney. Lo storygroup della Lucasfilm Pablo Hidalgo, ha fornito una cronologia per Star Wars Rebels di circa quattordici anni dopo gli eventi di La vendetta dei Sith, che corrisponde a circa cinque anni prima degli eventi del film Guerre stellari. Anche se tramite un comunicato stampa ufficiale del sito StarWars.com, in cui veniva annunciato il personaggio di "Chopper", venne scritto che la serie era ambientata quattro anni prima di Guerre stellari, Hidalgo ha rapidamente riaffermato il calendario originale tramite il suo profilo Twitter. Nel ristampare alcune parti del comunicato stampa originale "Chopper" di StarWars.com, il reparto LaunchPad di Star Wars Insider n. 148, ha anche stabilito una linea temporale del 4 BBY. Simon Kinberg ha dichiarato a Empire che la serie avrebbe avuto forti legami con la saga generale: "Ho sempre pensato che [Star Wars Rebels] avrebbe portato al IV e potenzialmente impostato personaggi che si potrebbero incontrare fino al V, o VI, o anche VII, ma l'idea era che sarebbe rimasta isolata dall'Episodio VII. Ciò non significa che non possiamo introdurre easter-egg che appariranno nell'VII, VIII, IX".
Dave Filoni originariamente sosteneva che Zeb Orrelios era di una nuova specie basata sul concept art di Ralph McQuarrie per il Wookiee Chewbecca, anche se esisteva già una specie dell'Universo espanso preesistente conosciuta come lasat. Il romanzo di John Jackson Miller Una nuova alba, che funge da prequel di Star Wars Rebels, è il primo romanzo a far parte dello story group della Lucasfilm.

## Colonna sonora
L'autore della colonna sonora della serie è Kevin Kiner, già compositore per il film Star Wars: The Clone Wars e per la serie omonima. Nel 2014 Lucasfilm conferma di aver ingaggiato il produttore musicale Flux Pavillion per remixare il tema principale di Kiner per Rebels.

## Promozione

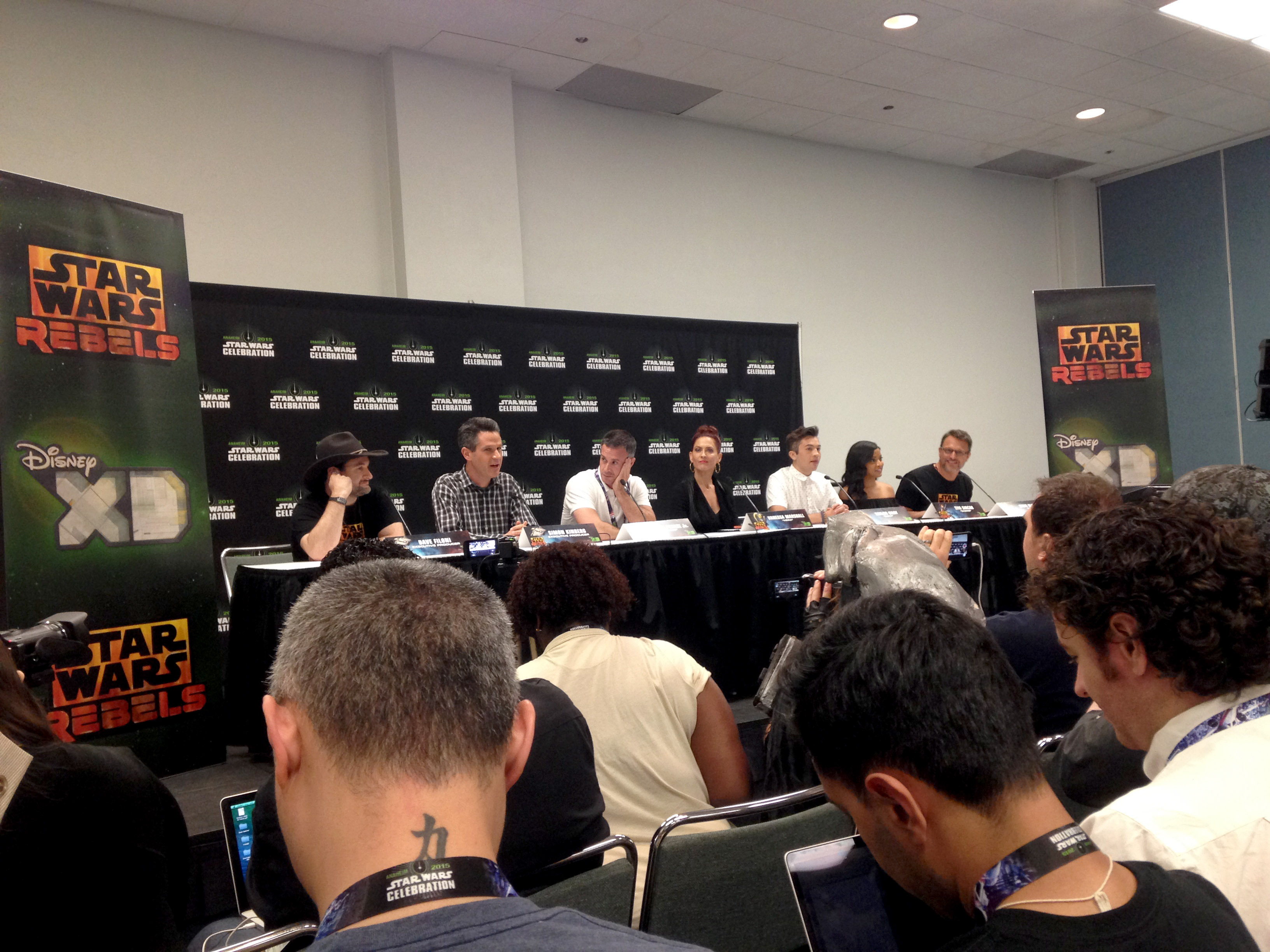
Il cast riunito alla Star Wars Celebration ad Anaheim, nell'aprile 2015.

Il primo teaser di Star Wars Rebels ha debuttato sul canale YouTube di Star Wars il 7 ottobre 2013. I protagonisti della serie sono stati rivelati per la prima volta alla Fiera del giocattolo di Norimberga, nel gennaio 2014, in cui sono stati presentati i set di LEGO Star Wars Rebels. I set, che raffigurano il Fantasma e la navetta Spettro, includevano le minifigure di Ezra Bridger, Zeb Orrelios, Hera Syndulla e un segnaposto per Kanan Jarrus. La scatola identificava originariamente il cognome di Zeb come "Orretios" anche alla New York Toy Fair, dove venne inclusa la minifigure di Kanan Jarrus.
Nel 2014 è uscita una serie di video per presentare ciascuno dei membri dell'equipaggio dello Spettro, a partire da Chopper, il "droide astromeccanico", il 28 gennaio. Kanan è stato presentato come "Cowboy Jedi" il 12 febbraio, e "L'intelligente eroe di strada" Ezra Bridger il 14 febbraio. Due teaser di Rebels, dal titolo "Spark" e "Ignite", sono usciti il 17 febbraio, e video che presentano Garazeb Orrelios, "Il muscoloso", Sabine Wren, "L'artista esplosivo" e Hera Syndulla, "Il pilota", sono usciti rispettivamente il 18, 19, e 20 febbraio. I video sono stati pubblicati da siti come TV Guide, IGN e Entertainment Weekly, e successivamente sono stati pubblicati sul canale ufficiale Star Wars di YouTube. Il 16 aprile, in concomitanza con un panel successivo a WonderCon 2014, è stata pubblicata una clip con il personaggio di Hera Syndulla su YouTube.
Il primo trailer completo per Rebels è uscito il 4 maggio 2014. Un'anteprima del trailer è stata trasmessa il 2 maggio su Good Morning America, seguito da quello completo del 4 maggio, trasmesso per tutta la giornata su varie reti Disney e sono disponibili online su StarWars.com e Disney.com. Il 9 luglio 2014, il Wednesday Night Baseball di ESPN tra i St. Louis Cardinals e i Pittsburgh Pirates è stato caratterizzato da alcuni temi di Star Wars, inclusi elementi di Rebels. Il 24 luglio 2014, Lucasfilm ha ospitato un panel al San Diego Comic-Con del 2014. Conosciuto come "The Heroes of Star Wars Rebels", il panel presentava Dave Filoni, Simon Kinberg e il cast principale della serie. Ai partecipanti è stata data una "scheda di registrazione HoloNet" che li ha indirizzati a una versione rilanciata di HoloNetNews.com, contenente video di propaganda imperiale. Intorno a questo periodo, sono usciti molti altri video promozionali, inclusi altri due trailer completi, due anteprime in esclusiva per San Diego Comic-Con, e video che hanno introdotto l'agente Kallus e l'Inquisitore. Agosto ha visto un'anteprima di sette minuti, un'anteprima di quattro minuti, e tre spot televisivi. A partire dall'11 agosto, quattro cortometraggi prequel della serie di tre minuti ciascuno sono stati pubblicati consecutivamente (su base settimanale) su Disney XD.

## Distribuzione
I primi due episodi, intitolato Scintilla di ribellione, sono stati presentati in anteprima il 3 ottobre 2014 su Disney Channel in tutto il mondo e su Family Channel in Canada. In Australia, la serie è stata presentata per la prima volta il 17 ottobre su Disney XD. L'assedio di Lothal ha debuttato il 28 giugno 2015 e la seconda stagione ha debuttato il 18 ottobre. In Canada, la serie è stata presentata per la prima volta il 19 ottobre su Disney XD di proprietà DHX. Tuttavia, a causa di DHX Media che ha perso i diritti sui contenuti Disney, lo show è stato successivamente spostato su Disney Channel. Canale Disney XD di proprietà di Corus, il 1º dicembre.
In Medio Oriente e in Africa, Scintilla di ribellione ha debuttato l'11 ottobre e la serie ha debuttato il 18 ottobre su Disney XD. L'assedio di Lothal ha debuttato il 10 ottobre, seguito dalla première ufficiale del 17 ottobre. Nel sudest asiatico, Scintilla di ribellione è stato presentato per la prima volta su Disney XD il 4 ottobre e la serie è iniziata ufficialmente il 29 novembre. 'L'assedio di Lothal è stato proiettato il 3 ottobre su Disney XD e Disney Channel e pubblicato il 24 ottobre. Nel Regno Unito e in Irlanda, la serie ha debuttato il 16 ottobre su Disney XD. L'assedio di Lothal è stato presentato per la prima volta il 18 luglio 2015, seguito dal debutto in seconda stagione il 17 ottobre.
In Italia la serie è andata in onda su Disney Channel e Disney XD. Il film per la televisione Scintilla di ribellione, è stato trasmesso in mondovisione il 3 ottobre su Disney Channel, mentre gli altri episodi della stagione sono andati in onda tutti i lunedì a partire dal 3 novembre su Disney XD. La seconda stagione è iniziata il 12 ottobre con il film per la TV L'assedio di Lothal.
La serie è disponibile anche sul servizio di streaming Disney+, lanciato negli Stati Uniti il 12 novembre 2019.

### Edizione italiana
Il doppiaggio italiano è eseguito dalla Dubbing Brothers Int. Italia ed è diretto da Carlo Cosolo (già direttore di The Clone Wars), che è anche curatore dei dialoghi italiani. Come per la versione originale, il cast italiano vede il ritorno dei doppiatori che hanno già lavorato al doppiaggio di The Clone Wars per personaggi come Obi-Wan Kenobi (doppiato da Francesco Bulckaen), C-3PO (doppiato da Mino Caprio), Ahsoka Tano (doppiata da Erica Necci), Rex e gli altri cloni (doppiati da Alessandro Ballico), Anakin Skywalker (doppiato da Marco Vivio), Maul (doppiato da Edoardo Stoppacciaro) e l'Imperatore Palpatine (doppiato da Carlo Reali).

### Edizioni home video

#### DVD e Blu-ray
Star Wars Rebels: Spark of Rebellion è stato distribuito da Walt Disney Studios Home Entertainment su DVD negli Stati Uniti presso tutti i rivenditori il 14 ottobre 2014. Le caratteristiche del bonus DVD includono dei brevi cortometraggi relativi ai personaggi, un kit modello 3D della nave Fantasma e un'anteprima della prima stagione.
La prima stagione completa di Star Wars Rebels è stata distribuita da Walt Disney Studios Home Entertainment su DVD e Blu-ray il 1º settembre 2015 in America, e in Germania il 10 settembre 2015. La collezione della prima stagione contiene la versione espansa di Spark of Rebellion con il prologo su Dart Fener e il Grande Inquisitore mostrato su ABC-TV. La seconda stagione di Star Wars Rebels è stata distribuita da Walt Disney Studios Home Entertainment su DVD e Blu-ray il 30 agosto 2016 in Nord America. La terza stagione completa è stata pubblicata su DVD e Blu-Ray il 29 agosto 2017. La quarta stagione completa è stata pubblicata su DVD e Blu-ray il 15 novembre 2018 in Germania, e il 31 luglio 2018 negli Stati Uniti.
| Stagione completa        | Date di uscita    | Date di uscita     | Date di uscita          | Date di uscita    | Date di uscita |
| Stagione completa        | Regione 1         | Regione 2 (Italia) | Regione 2 (Regno Unito) | Regione 4         |                |
| ------------------------ | ----------------- | ------------------ | ----------------------- | ----------------- | -------------- |
| Spark of Rebellion (DVD) | 14 ottobre 2014   | inedita            | 13 ottobre 2014         | 5 novembre 2014   |                |
| 1ª                       | 1º settembre 2015 | 11 settembre 2015  | 14 settembre 2015       | 16 settembre 2015 |                |
| 2ª                       | 30 agosto 2016    | 6 dicembre 2016    | 3 ottobre 2016          | 2 novembre 2016   |                |
| 3ª                       | 29 agosto 2017    | inedita            | 2 ottobre 2017          | 6 dicembre 2017   |                |
| 4ª                       | 12 agosto 2018    | inedita            | inedita                 | inedita           |                |

## Accoglienza

### Ascolti
Negli Stati Uniti d'America la prima puntata speciale di un'ora ha raccolto 2,74 milioni di spettatori su Disney Channel e 2,40 milioni di spettatori sulla ABC. In tutto il mondo, ha raggiunto un totale di 6,5 milioni di telespettatori. Su Disney Channel il primo e secondo episodi sono stati guardati rispettivamente da 2,33 milioni e 1,92 milioni di spettatori. Il terzo e quarto episodio hanno raccolto 2,32 milioni e 1,84 milioni. La quinta, sesta e settima puntata sono state guardate rispettivamente da 1,43 milioni, 1,30 milioni, e 1,60 milioni di telespettatori. Gli episodi ottavo e nono hanno ottenuto infine 1,92 e 1,44 milioni di spettatori.
In Canada il secondo episodio è stato visto da 274.500 spettatori, che la rende la più seguita in onda sempre sulla rete. Nel Regno Unito il film è stata la trasmissione di maggior successo della settimana, con 81.000 spettatori.

### Critica
La serie è stata accolta positivamente dalla critica. Sull'aggregatore di recensioni Rotten Tomatoes ha un indice di gradimento del 100% per tutte e quattro le stagioni, basato su 26 recensioni, con un voto medio di 8.17 su 10 per la prima stagione, 7.5 per la seconda, 9.0 per la terza e 9.28 per la quarta. Sul sito Metacritic, che assegna un punteggio fino a un massimo di 100 alle recensioni da parte della critica del pubblico, la serie ha ricevuto un punteggio medio di 78, basato su 4 recensioni che hanno un parere particolarmente favorevole sulla serie. IGN e la rivista Variety, in particolare, ha elogiato l'episodio-film pilota, Scintilla di Ribellione, con la loro unica vera critica riferita alla comparsa dei Wookiee nel film, essendo non del tutto impressionante rispetto al resto dell'animazione. Eric Goldman di IGN ha assegnato un punteggio di 8.5 alla prima stagione, 8.7 alla seconda e 8.2 alla terza. All'ultimo episodio della quarta stagione, Riunione di famiglia e addio, Eric Goldman ha dato un voto di 9.1 su 10.

## Riconoscimenti
- 2014 - 42° Annie Award[130]
  - Candidato - Eccezionale realizzazione, storyboard in una produzione TV / trasmissione animata per Nathaniel Villanueva e Douglas Lovelace
- 2014 - BTVA Award
  - Candidato - Miglior performance vocale per un personaggio principale maschile in una serie televisiva - Azione / Drammatico per Steven Blum come Zeb Orrelios
  - Candidato - Miglior performance vocale per un personaggio principale femminile in una serie televisiva - Azione / Drammatico per Tiya Sircar come Sabine Wren
  - Candidato - Miglior performance vocale per un personaggio principale femminile in una serie televisiva - Azione / Drammatico per Vanessa Marshall come Hera Syndulla
  - Miglior performance vocale per un personaggio secondario maschile in una serie televisiva - Azione / Drammatico per Jason Isaacs come Inquisitore
  - Candidato - Miglior performance vocale per un personaggio secondario femminile in una serie televisiva - Azione / Drammatico per Kath Soucie come Maketh Tua
  - Candidato - Miglior performance vocale per un personaggio maschile come guest-star in una serie televisiva - Azione / Drammatico per Frank Oz come Yoda
  - Candidato - Miglior performance vocale per un personaggio maschile come guest-star in una serie televisiva - Azione / Drammatico per James Arnold Taylor come Obi-Wan Kenobi
  - Miglior performance vocale per un personaggio maschile come guest-star in una serie televisiva - Azione / Drammatico per James Earl Jones come Dart Fener
  - Candidato - Miglior cast vocale in una serie televisiva
- 2015 - Teen Choice Award[131]
  - Candidato - Choice TV: serie animata
- 2015 - 5° Critics' Choice Television Award[132]
  - Candidato - Miglior serie animata
- 2015 - BTVA Award
  - Candidato - Miglior performance vocale per un personaggio principale femminile in una serie televisiva - Azione / Drammatico per Vanessa Marshall come Hera Syndulla
- 2016 - 6° Critics' Choice Television Award[133]
  - Candidato - Miglior serie animata
- 2016 - 44° Annie Award[134]
  - Candidato - Eccezionale realizzazione, colonna sonora in una produzione TV / trasmissione animata a Kevin Kiner per Il crepuscolo dell'apprendista
  - Candidato - Eccezionale realizzazione, doppiaggio in una produzione TV / trasmissione animata per Lars Mikkelsen come Grand'ammiraglio Thrawn in Gli eroi di Hera
  - Candidato - Eccezionale realizzazione, editoriale in una produzione TV / trasmissione animata a Joe E. Elwood e Alex McDonnell per Il crepuscolo dell'apprendista
- 2016 - Writers Guild of America Awards[135]
  - Candidato - Miglior scrittura in una serie animata a Steven Melching per Una principessa su Lothal
- 2016 - BTVA Award
  - Candidato - Miglior performance vocale per un personaggio secondario maschile in una serie televisiva - Azione / Drammatico per David Oyelowo come Agente Kallus
  - Candidato - Miglior performance vocale per un personaggio secondario maschile in una serie televisiva - Azione / Drammatico per Lars Mikkelsen come Grand'ammiraglio Thrawn
- 2017 - 43° Saturn Award[136]
  - Miglior serie animata per film o televisione
- 2017 - 69° Primetime Creative Arts Emmy Award[137]
  - Candidato - Eccezionale programma per ragazzi
- 2017 - BTVA Award
  - Candidato - Miglior cast vocale in una serie televisiva
  - Miglior performance vocale per un personaggio maschile come guest-star in una serie televisiva - Azione / Drammatico per Stephen Stanton come Obi-Wan Kenobi
  - Candidato - Miglior performance vocale per un personaggio secondario femminile in una serie televisiva - Azione / Drammatico per Genevieve O'Reilly come Mon Mothma
- 2018 - 44° Saturn Award[138]
  - Miglior serie animata per film o televisione
- 2018 - 70° Primetime Creative Arts Emmy Award[139]
  - Candidato - Eccezionale programma per ragazzi
  - Candidato - Eccezionale colonna sonora per una serie a Kevin Kiner per Riunione di famiglia e addio
  - Candidato - Eccezionale montaggio sonoro per una commedia o serie drammatica (un'ora) animata a Matthew Wood, David Acord, Bonnie Wild, Sean Kiner, Ronni Brown, Margie O'Malley per Un mondo tra i mondi

## Opere derivate

### Film
Chopper e lo Spettro appaiono nel film del 2016 Rogue One: A Star Wars Story. Il cognome di Hera viene chiamato da un altoparlante alla base ribelle su Yavin IV, in cui Chopper può essere visto brevemente. Inoltre, lo Spettro prende parte alla battaglia su Scarif durante l'omonimo tentativo della squadra di rubare i piani della Morte Nera, fornendo assistenza nella difesa della flotta ribelle sotto attacco della Marina Imperiale, mentre altri ribelli tentano di disabilitare il cancello dello scudo sopra il pianeta.
Lo Spettro appare anche nel film Star Wars - L'ascesa di Skywalker del 2019 durante la battaglia finale su Exegol. Inoltre nella pellicola si può sentire anche la voce di Kanan Jarrus, doppiato ancora una volta da Freddie Prinze Jr., insieme a tutte quelle degli altri Jedi del passato mentre incoraggiano Rey a sconfiggere l'Imperatore Palpatine.

### Romanzi
Il 2 settembre 2014, Del Rey Books ha pubblicato Una nuova alba, un romanzo prequel che racconta la storia di come Kanan e Hera si sono incontrati.
Nel 2017 è stato pubblicato un nuovo romanzo, intitolato Thrawn. Il libro segnava l'ingresso del Grand'ammiraglio Thrawn nel canone attuale. È stato scritto dal creatore originale del personaggio, Timothy Zahn. Il libro è stato pubblicato l'11 aprile 2017.
È stato inoltre annunciato il sequel di Thrawn, intitolato Thrawn: Alliances, inizialmente previsto per il 26 giugno 2018, salvo poi essere posticipato di un mese al 24 luglio 2018. Esplora il partenariato di Thrawn con Dart Fener. Un altro romanzo di Thrawn, Thrawn: Treason è stato annunciato il 5 dicembre 2018 ed è uscito il 23 luglio 2019. Si svolge durante gli eventi della quarta stagione di Rebels.

### Fumetti
A partire da gennaio 2015, fino al 20 dicembre 2017, fumetti di 12 pagine sono stati pubblicati con ogni numero del magazine Star Wars Rebels. I numeri sono stati scritti da Martin Fisher e Jeremy Barlow, mentre gli illustratori includono Bob Molesworth, Ingo Römling ed Eva Widermann. In Italia il magazine è stato pubblicato da Panini Comics, che ha raccolto le storie a fumetti in un volume intitolato Nel nome della ribellione, uscito il 25 ottobre 2018.
Dal 1º aprile 2015 fino al 16 marzo 2016, la Marvel Comics ha pubblicato una serie di fumetti di 12 numeri, intitolata Kanan, e ambientata durante gli eventi della prima stagione. Scritto dall'ex produttore esecutivo della serie Greg Weisman e illustrato da Pepe Larraz, Jacopo Camagni e Andrea Broccardo, la storia è centrata su Kanan che ha dei flashback ai suoi giorni come Padawan nel Tempio Jedi e nelle guerre dei cloni. Appaiono anche gli altri dello Spettro.
Nell'estate del 2017, la Marvel ha annunciato che è in programma un adattamento di miniserie a fumetti del romanzo di Zahn, Thrawn, che verrà pubblicato all'inizio del 2018. Il primo numero è stato lanciato il 14 febbraio 2018, con altri cinque seguiti su base mensile.
Pochi giorni dopo il finale della serie, IDW Publishing ha pubblicato il settimo numero della lunga serie di fumetti Star Wars Adventures a più riprese, che conteneva il primo di un arco a fumetti in due parti, ambientato tra la seconda e la terza stagione, in cui i ribelli dello Spettro si imbarcano in una missione per salvare un raro uccello in pericolo dalla custodia imperiale. La seconda parte apparve nel prossimo numero, che fu pubblicato il 28 marzo 2018.

### Artbook
Il 13 febbraio 2019 è stato annunciato che sarà pubblicato The Art of Star Wars Rebels, artbook della serie edito da Dark Horse Comics. Il volume conterrà concept art e bozzetti inediti, insieme a commenti esclusivi dei creatori Dave Filoni, Simon Kinberg e Carrie Beck, tra gli altri. Un'edizione limitata dell'artbook, che è uscita il 17 marzo 2020, include custodia a conchiglia con chiusura magnetica, spade laser illuminanti con accensione SFX, due stampe di schizzi dal quaderno personale di Dave Filoni e copertina esclusiva.

### Videogiochi
Un gioco run-and-gun a scorrimento laterale basato sulla prima stagione dello spettacolo, intitolato Star Wars Rebels: Recon Missions, è stato pubblicato da Disney Mobile su iOS, Android e Windows Store all'inizio del 2015, prima di essere interrotto il 28 luglio 2016, a causa dei limiti del team di supporto. Ezra Bridger è l'unico personaggio giocabile, con altri personaggi disponibili tramite acquisti in-app, che consentono anche l'accesso anticipato alla maggior parte dei livelli del gioco nelle versioni mobili e sono necessari per giocare l'intera campagna nella versione Windows Store.
Inoltre, molti dei personaggi della serie sono giocabili in altri giochi come Disney Infinity 3.0, Angry Birds Star Wars II, LEGO Star Wars: Il risveglio della Forza (solo come contenuto scaricabile), Star Wars: Galactic Defense, Star Wars: Force Arena e Star Wars: Galaxy of Heroes.

## Merchandising
Nell'ottobre 2014 Hasbro ha lanciato una linea di giocattoli basati su Star Wars Rebels che include action figure, veicoli e giochi di ruolo. In occasione dell'inizio della seconda stagione, il 30 settembre 2016 Funko ha messo in commercio una collezione dei personaggi principali della serie. Il 17 gennaio 2017 è stata annunciata una nuova linea di Funko basati su alcuni personaggi secondari della serie, tra cui il Grande Inquisitore, la Settima Sorella, l'Ottavo Fratello e Maul.